# Де-Лютте
Де-Лютте (нід. De Lutte) — село в нідерландській провінції Оверейсел, на кордоні з Німеччиною. Входить до муніципалітету Лоссер.
Його площа становить 41,55 км², а населення станом на 2021 рік складало 3 905 осіб.

## Галерея

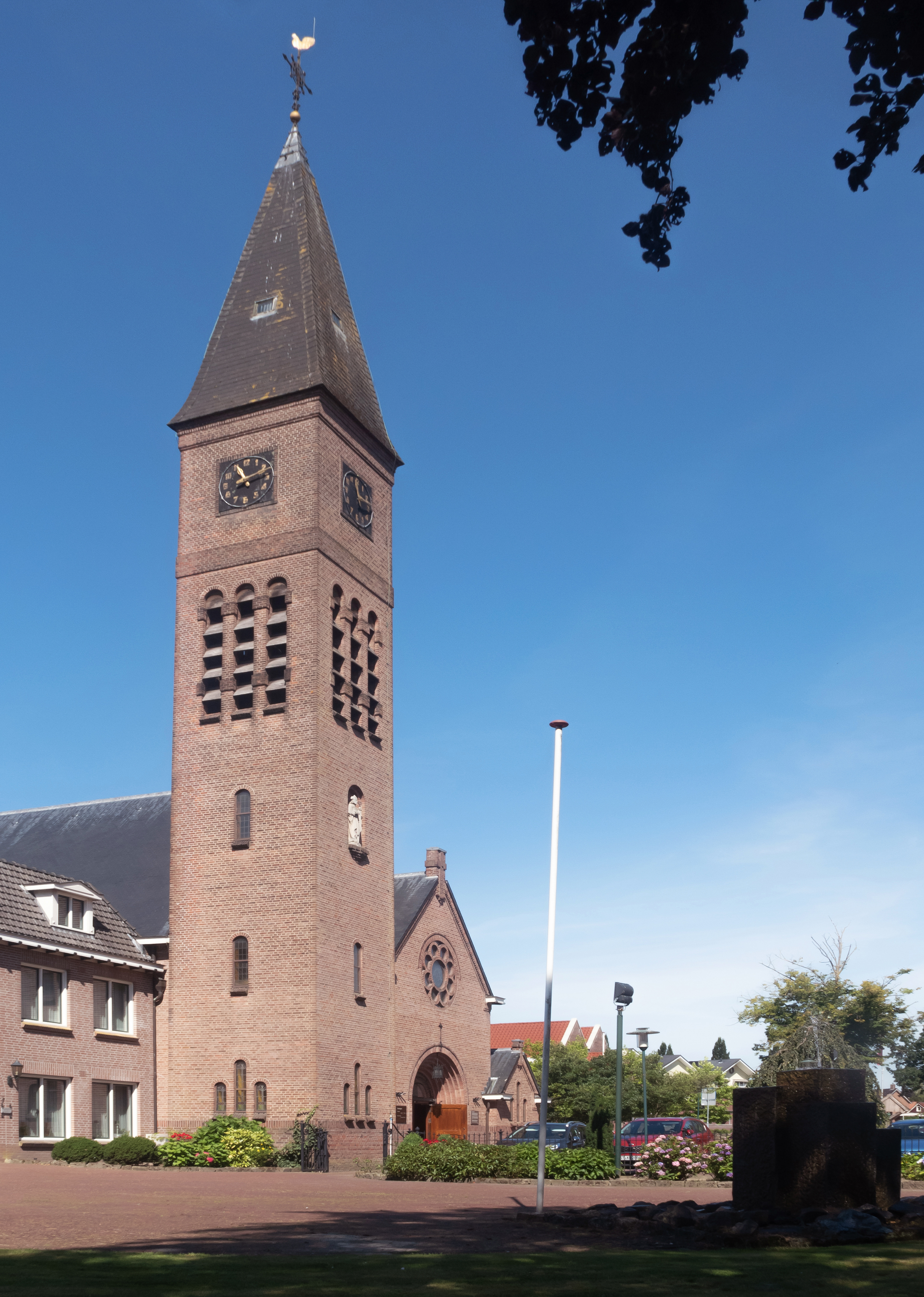
Церква у Де-Лютте
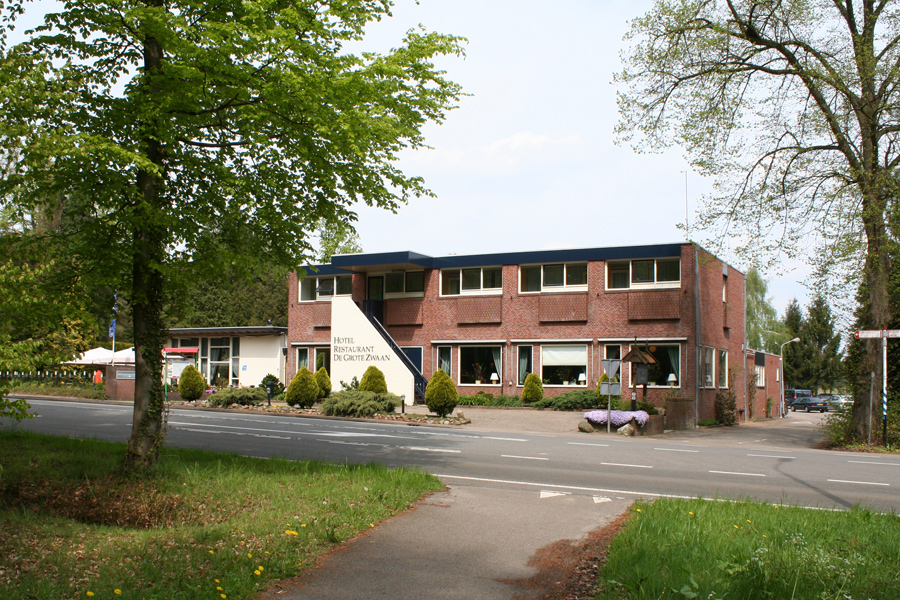
Готель у селі
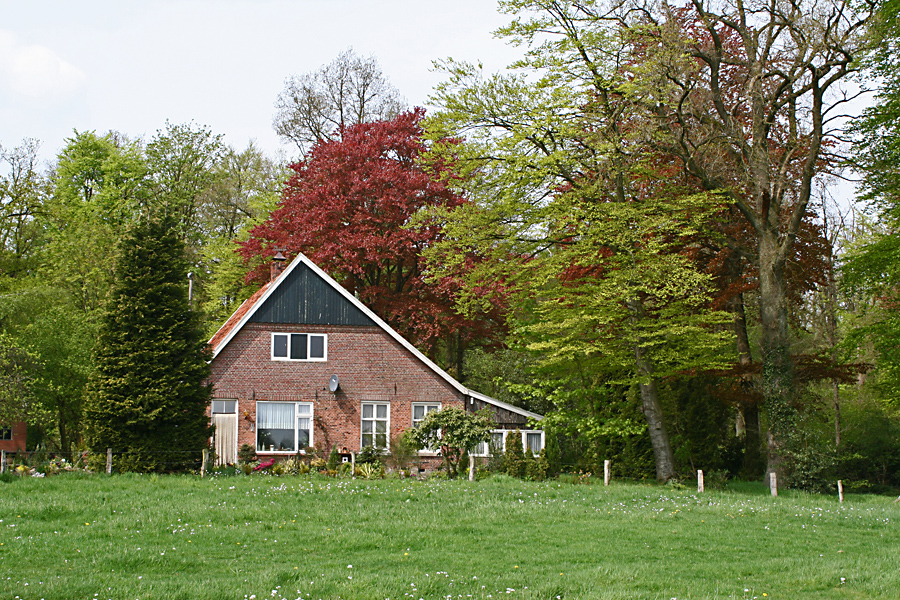
Ферма у Де-Лютте
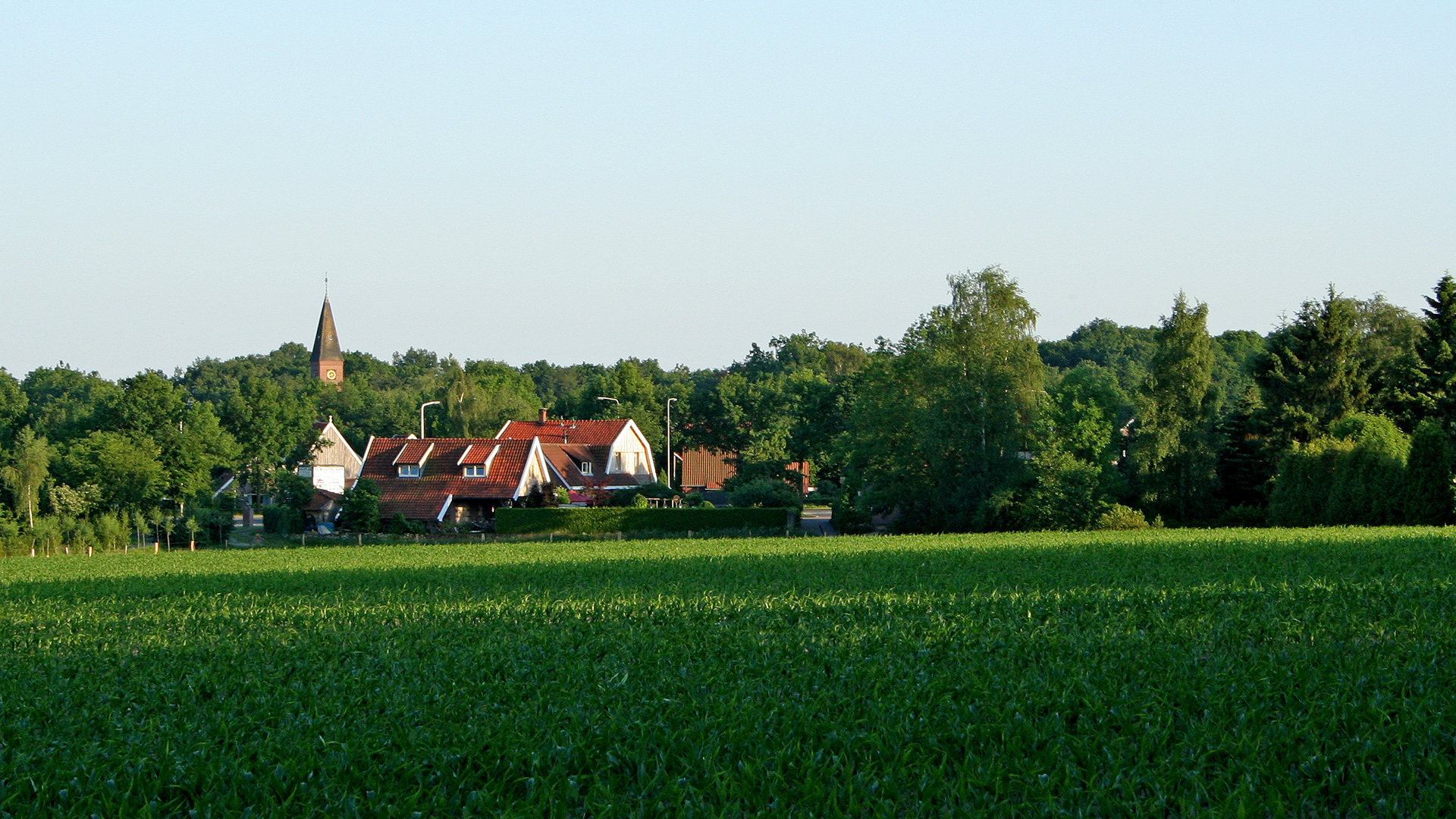
Панорама села